# Готфрід Генріх Паппенгайм
Готфрід Генріх Паппенгайм (нім. Gottfried Heinrich Graf zu Pappenheim; 29 травня 1594—17 листопада 1632) — фельдмаршал та граф Священної Римської імперії. Воював у Тридцятирічній війні.

## Життєпис
Готфрід Генріх Паппенгайм походив зі старовинної баварської родини, народився в містечку Паппенгайм у Баварії. Був протестантом, в вересні 1616 року став католиком. Паппенгайм отримав освіту в університетах Інгольштадту (з 1604), Тюбінгену (з 1607) та Альтдорфу (з 1610).
У 1617 р. Паппенгайм воював у Польщі проти вторгнення шведського війська. У 1619 р. він став обер-лейтенантом кірасирського полку та воював 1620 р. проти повсталих чехів; відзначився в битві на Білій Горі.
У 1622 році він став командиром кірасирського полку кінноти на імператорській службі. Паппенгайм підтримував іспанське військо у 1623 р. та воював зі своїм полком у Ломбардії та Граубюндені.
У 1626 р. Максиміліан I Баварський, лідер Католицької Ліги, викликав Паппенгайма до Німеччини, де він придушував селянське повстання у Верхній Австрії.

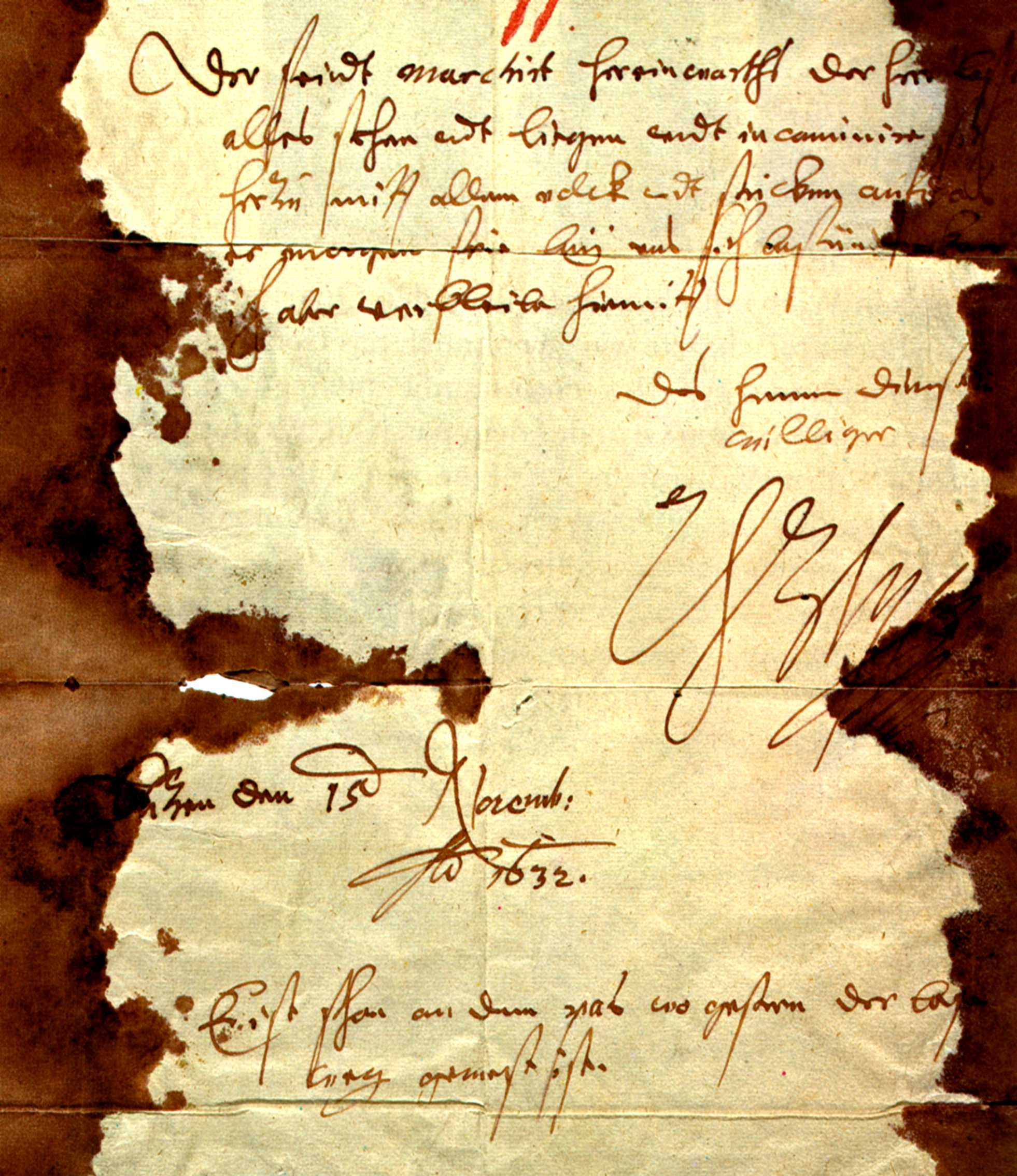
Лист Валленштейна Паппенгайму з проханням про допомогу, Лютцен, 15 листопада 1632

У 1627 році Паппенгайм під проводом Тіллі у війні проти Крістіана IV Данського захопив фортецю Вольфенбюттель, яка вважалася однією з найсильніших фортець у північній Німеччині. Паппенгайм мав занадто мало військ для прямого нападу. Тому він виступив з ідеєю перетнути греблею річку Окер що протікала повз фортеці. Це призвело до затоплення фортеці та капітуляції гарнізону.
За заслуги Паппенгайм був нагороджений званням графа 1628 р.
У листопаді 1630 р війська Тіллі та підлеглого йому Паппенгайма почали облогу протестантського Магдебурга, яка 20 травня 1631 р. закінчилась сплюндруванням міста та масовим вбивством мешканців.
У битві під Брейтенфельдом проти військ шведського короля Густава Адольфа Паппенгайм очолював кінноту Тіллі. «Чорні кірасири» Паппенгайма провели сім атак на правий фланг шведів, та були кожен раз відбиті піхотою, озброєною піками та аркебузами. Кавалерія шведського генерала Банера провела шабельну контратаку на кірасирів Паппенгайма та змусили їх до втечі з поля бою. Піхота Тіллі залишилася без підтримки кінноти, їх артилерія була захоплена шведами та відкрила вогонь по терціях імперського війська. Військо Тіллі було розбито.
Відступ з поля бою було проведено Паппенгаймом обережно і майстерно, і згодом він завоював велику славу в операціях на нижньому Рейні і Везері в тилу переможної армії Густава Адольфа. Необхідні підкріплення для короля Швеції були постійно затриманими військом Паппенгайма на північному заході країни.

## Загибель
Дії Паппенгайма були покривали велику площу та його діяльність домінувала німецькі князівства від Штаде до Касселя, і від Гільдесгайма до Маастрихта. Будучи тепер фельдмаршалом на імператорській службі, він був відкликаний щоб з'єднатися з військом Валленштейна, допомагав генералісимусу в Саксонії проти шведів, але був знову відправлений у напрямку Кельна і нижнього Рейна. У його відсутність велика битва стала неминучою, і Паппенгайм був квапливо викликаний. Він з'явився з його кіннотою в самий розпал битви під Лютценом (16 листопада 1632). Його шалена атака успішно зупинила атаку шведів.
Паппенгайм отримав смертельну рану та помер у той же день або на наступний ранок по дорозі в Лейпциг, де його тіло бальзамували у замку Плейсенбург.